# Corbeanca (okręg Giurgiu)
Corbeanca – wieś w Rumunii, w okręgu Giurgiu, w gminie Vânătorii Mici. W 2011 roku liczyła 367 mieszkańców.